# Trachycaulus gurlitti
Trachycaulus gurlitti är en svampdjursart som beskrevs av Schulze 1886. Trachycaulus gurlitti ingår i släktet Trachycaulus och familjen Euplectellidae. Inga underarter finns listade i Catalogue of Life.